# 奥尔贡
奥尔贡（法語：Orgon，法語發音：[ɔʁɡɔ̃]）是法国罗讷河口省的一个市镇，属于阿尔勒区。

## 地理
奥尔贡（43°47'29"N, 5°2'20"E）面积34.78 平方千米，位于法国普罗旺斯-阿尔卑斯-蓝色海岸大区罗讷河口省，该省份为法国东南部沿海省份，北起沃克吕兹省，西接加尔省，南濒地中海，东临瓦尔省。
与奥尔贡接壤的市镇（或旧市镇、城区）包括：埃加利耶尔、埃吉耶尔、普朗多尔贡、塞纳斯、卡瓦永、舍瓦勒布朗。

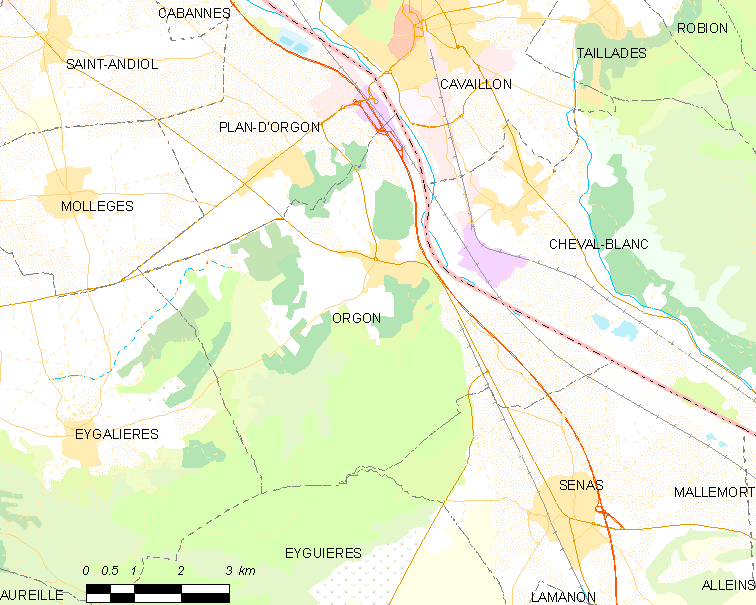
奥尔贡的OSM定位图

奥尔贡的时区为UTC+01:00、UTC+02:00（夏令时）。

## 行政
奥尔贡的邮政编码为13660，INSEE市镇编码为13067。

## 政治
奥尔贡所属的省级选区为普罗旺斯地区萨隆第一县。

## 人口

1962-2008年间奥尔贡人口变化图示

奥尔贡于2022年1月1日时的人口数量为2662人。